# Кубок шотландської ліги з футболу 2006—2007
Кубок шотландської ліги 2006–2007 — 61-й розіграш Кубка шотландської ліги. Змагання проводиться за системою «плей-оф», де і визначають переможця. Переможцем втретє став Гіберніан.

## Календар
| Раунд        | Дата               | Матчі | Клуби   |
| ------------ | ------------------ | ----- | ------- |
| Перший раунд | 8-9 серпня 2006    | 14    | 42 → 28 |
| Другий раунд | 22-23 серпня 2006  | 12    | 28 → 16 |
| 1/8 фіналу   | 19-20 вересня 2006 | 8     | 16 → 8  |
| 1/4 фіналу   | 7-8 листопада 2006 | 4     | 8 → 4   |
| 1/2 фіналу   | 30-31 січня 2007   | 2     | 4 → 2   |
| Фінал        | 18 березня 2007    | 1     | 2 → 1   |

## Перший раунд
| Команда 1           | Рахунок | Команда 2                |
| ------------------- | ------- | ------------------------ |
| 8 серпня 2006       |         |                          |
| Альбіон Роверз (4)  | 1:2     | Стенхаузмур (4)          |
| Бріхін Сіті (3)     | 2:1     | Грінок Мортон (3)        |
| Ковденбіт (3)       | 4:1     | Іст Стерлінгшир (4)      |
| Дамбартон (4)       | 3:0     | Стерлінг Альбіон (3)     |
| Данді (2)           | 1:3     | Партік Тісл (2)          |
| Форфар Атлетік (3)  | 1:2 дч  | Аллоа Атлетік (3)        |
| Квін оф зе Саут (2) | 4:2     | Клайд (2)                |
| Квінз Парк (4)      | 2:1 дч  | Гамільтон Академікал (2) |
| Рейт Роверз (3)     | 1:2     | Ейрдрі Юнайтед (2)       |
| Росс Каунті (2)     | 4:2     | Странрар (3)             |
| Сент-Джонстон (2)   | 3:1     | Іст Файф (4)             |
| 9 серпня 2007       |         |                          |
| Арброт (4)          | 0:1     | Елгін Сіті (4)           |
| Ейр Юнайтед (3)     | 2:0     | Бервік Рейнджерс (4)     |
| Монтроз (4)         | 1:3 дч  | Пітергед (3)             |

## Другий раунд
| Команда 1                 | Рахунок      | Команда 2          |
| ------------------------- | ------------ | ------------------ |
| 22 серпня 2006            |              |                    |
| Аллоа Атлетік (3)         | 2:1          | Росс Каунті (2)    |
| Ейр Юнайтед (3)           | 0:0 пен. 6:7 | Данфермлін Атлетік |
| Бріхін Сіті (3)           | 0:3          | Лівінгстон (2)     |
| Ковденбіт (3)             | 0:5          | Фолкерк            |
| Данді Юнайтед             | 1:0 дч       | Ейрдрі Юнайтед (2) |
| Гіберніан                 | 4:0          | Пітергед (3)       |
| Мотервелл                 | 3:2          | Партік Тісл (2)    |
| Квін оф зе Саут (2)       | 1:2 дч       | Кілмарнок          |
| Квінз Парк (4)            | 0:0 пен. 5:3 | Абердин            |
| Сент-Джонстон (2)         | 4:0 дч       | Елгін Сіті (4)     |
| Сент-Міррен               | 3:1          | Стенхаузмур (4)    |
| 23 серпня 2006            |              |                    |
| Інвернесс Каледоніан Тісл | 3:1          | Дамбартон (4)      |

## 1/8 фіналу
| Команда 1                 | Рахунок | Команда 2         |
| ------------------------- | ------- | ----------------- |
| 19 вересня 2006           |         |                   |
| Селтік                    | 2:0     | Сент-Міррен       |
| Інвернесс Каледоніан Тісл | 0:1     | Фолкерк           |
| Кілмарнок                 | 2:1 дч  | Лівінгстон (2)    |
| Сент-Джонстон (2)         | 3:0     | Данді Юнайтед     |
| 20 вересня 2006           |         |                   |
| Аллоа Атлетік (3)         | 0:4     | Гарт оф Мідлотіан |
| Данфермлін Атлетік        | 0:2     | Рейнджерс         |
| Гіберніан                 | 6:0     | Гретна (2)        |
| Квінз Парк (4)            | 0:3     | Мотервелл         |

## 1/4 фіналу
| Команда 1        | Рахунок      | Команда 2         |
| ---------------- | ------------ | ----------------- |
| 7 листопада 2006 |              |                   |
| Селтік           | 1:1 пен. 4:5 | Фолкерк           |
| Кілмарнок        | 3:2          | Мотервелл         |
| 8 листопада 2006 |              |                   |
| Рейнджерс        | 0:2          | Сент-Джонстон (2) |
| Гіберніан        | 1:0          | Гарт оф Мідлотіан |

## 1/2 фіналу
| Команда 1         | Рахунок | Команда 2 |
| ----------------- | ------- | --------- |
| 30 січня 2007     |         |           |
| Кілмарнок         | 3:0     | Фолкерк   |
| 31 січня 2007     |         |           |
| Сент-Джонстон (2) | 1:3 дч  | Гіберніан |

## Фінал
| 18 березня 2007 17:00 (EEST) |

| Кілмарнок | 1:5      | Гіберніан                                     |
| --------- | -------- | --------------------------------------------- |
| Грір 77'  | Протокол | Джонс 28' Беньєллун 59', 85' Флетчер 66', 87' |

| Гемпден-Парк, Глазго Глядачів: 52 000 Арбітр: Дугі Макдональд |